# Max de Boom
Max de Boom (Utrecht, 17 februari 1996) is een Nederlands voetballer die bij voorkeur als rechtsbuiten speelt.
Boom debuteerde op 13 december 2014 op achttienjarige leeftijd in het betaald voetbal in het shirt van PEC Zwolle. Daarmee speelde hij die dag een competitiewedstrijd tegen Willem II. Hij gaf de assist voor het winnende doelpunt van Tomáš Necid. Boom tekende in juli 2015 zijn eerste profcontract bij PEC Zwolle. De club legde hem vast tot medio 2017, met een optie in zijn verbintenis voor nog een seizoen. Op 31 januari werd zijn contract in Zwolle ontbonden. Een dag later tekende hij bij Helmond Sport. In 2017 ging Boom voor amateurclub Pelikaan-S spelen in Groningen waar hij ook HBO rechten ging doen.

## Carrièrestatistieken
| Seizoen                    | Club            | Land            | Competitie      | Competitie | Competitie | Beker | Beker | Internationaal | Internationaal | Overig | Overig | Totaal | Totaal |
| Seizoen                    | Club            | Land            | Competitie      | Wed.       | Dlp.       | Wed.  | Dlp.  | Wed.           | Dlp.           | Wed.   | Dlp.   | Wed.   | Dlp.   |
| -------------------------- | --------------- | --------------- | --------------- | ---------- | ---------- | ----- | ----- | -------------- | -------------- | ------ | ------ | ------ | ------ |
| 2014/15                    | PEC Zwolle      | Nederland       | Eredivisie      | 1          | 0          | 0     | 0     | 0              | 0              | 0      | 0      | 1      | 0      |
| 2015/16                    | PEC Zwolle      | Nederland       | Eredivisie      | 0          | 0          | 0     | 0     | 0              | 0              | 0      | 0      | 0      | 0      |
| 2016/17                    | PEC Zwolle      | Nederland       | Eredivisie      | 1          | 0          | 0     | 0     | 0              | 0              | 0      | 0      | 1      | 0      |
| 2016/17                    | Helmond Sport   | Nederland       | Eerste divisie  | 7          | 0          | 0     | 0     | 0              | 0              | 0      | 0      | 7      | 0      |
| Carrière totaal            | Carrière totaal | Carrière totaal | Carrière totaal | 7          | 0          | 0     | 0     | 0              | 0              | 0      | 0      | 7      | 0      |
| Bijgewerkt tot 18 mei 2017 |                 |                 |                 |            |            |       |       |                |                |        |        |        |        |

## Interlandcarrière

### Nederland onder 17
Op 12 september 2012 debuteerde De Boom voor Nederland –17 in een vriendschappelijke wedstrijd tegen Duitsland –17 (0 – 2).
| Interlands van Max de Boom   | Interlands van Max de Boom   | Interlands van Max de Boom   | Interlands van Max de Boom   | Interlands van Max de Boom   | Interlands van Max de Boom   |
| №                            | Datum                        | Wedstrijd                    | Uitslag                      | Soort Wedstrijd              | Doelpunten                   |
| Als speler bij sc Heerenveen | Als speler bij sc Heerenveen | Als speler bij sc Heerenveen | Als speler bij sc Heerenveen | Als speler bij sc Heerenveen | Als speler bij sc Heerenveen |
| ---------------------------- | ---------------------------- | ---------------------------- | ---------------------------- | ---------------------------- | ---------------------------- |
| 1.                           | 12 september 2012            | Duitsland – Nederland        | 2 – 0                        | Vriendschappelijk            | 0                            |
| 2.                           | 17 september 2012            | Italië – Nederland           | 0 – 1                        | Vriendschappelijk            | 0                            |
| 3.                           | 23 oktober 2012              | Nederland – Letland          | 2 – 1                        | Kwalificatie EK –17          | 0                            |
| 4.                           | 25 oktober 2012              | Litouwen – Nederland         | 0 – 0                        | Kwalificatie EK –17          | 0                            |
| 5.                           | 28 oktober 2012              | Nederland – België           | 2 – 1                        | Kwalificatie EK –17          | 0                            |

## Erelijst

### MetPEC Zwolle
| Competitie         | Winnaar | Winnaar | Runner-up | Runner-up |
| Competitie         | Aantal  | Jaren   | Aantal    | Jaren     |
| ------------------ | ------- | ------- | --------- | --------- |
| Nationaal          |         |         |           |           |
| Winnaar KNVB beker |         |         | 1x        | 2014/15   |